# Kenneth Otigba
Kenneth Otigba (ur. 29 sierpnia 1992 w Kadunie) – węgierski piłkarz nigeryjskiego pochodzenia, występujący na pozycji obrońcy, reprezentant kraju. Od 2020 roku zawodnik Vasasu.

## Życiorys

### Kariera klubowa
Jego ojciec jest Nigeryjczykiem, a matka Węgierką. W 1996 roku rodzina Otigbów przeprowadziła się na Węgry, zamieszkując w Gyuli. W 2000 roku wstąpił do juniorów lokalnego klubu Gyulai FC, zaś w 2004 roku rozpoczął treningi w Békéscsaba 1912 Előre. W 2008 roku zaakceptował ofertę sc Heerenveen, odrzucając jednocześnie możliwość przejścia do Liverpoolu. W 2012 roku został włączony do pierwszej drużyny Heerenveen. W Eredivisie zadebiutował 16 grudnia 2012 roku w przegranym 1:3 meczu z FC Utrecht. Sezon 2016/2017 spędził na wypożyczeniu w Kasımpaşa SK, po czym przeszedł do Ferencvárosu, wykazującego zainteresowanie Otigbą już dwa lata wcześniej. Będąc piłkarzem Ferencvárosu, zdobył mistrzostwo Węgier w sezonach 2018/2019 i 2019/2020. Mimo to w okresie gry w tym klubie doznał szeregu poważnych kontuzji, które wykluczyły go z gry na łącznie półtora roku. W 2020 roku przeszedł na zasadzie wolnego transferu do Vasasu.

### Kariera reprezentacyjna
Mimo reprezentowania Węgier na szczeblu juniorskim, w 2015 roku Otigba odrzucił powołanie Pála Dárdaia do seniorskiej reprezentacji Węgier, argumentując to chęcią gry w reprezentacji Nigerii. W marcu 2018 roku piłkarz przyjął jednak powołanie na towarzyskie mecze reprezentacji Węgier, występując w spotkaniach z Kazachstanem (23 marca, 2:3) oraz Szkocją (27 marca, 0:1).

## Statystyki ligowe
| Sezon     | Klub            | Liga       | Mecze | Gole |
| --------- | --------------- | ---------- | ----- | ---- |
| 2012/2013 | sc Heerenveen   | Eredivisie | 3     | 0    |
| 2013/2014 | sc Heerenveen   | Eredivisie | 24    | 5    |
| 2014/2015 | sc Heerenveen   | Eredivisie | 24    | 0    |
| 2015/2016 | sc Heerenveen   | Eredivisie | 31    | 3    |
| 2016/2017 | Kasımpaşa SK    | Süper Lig  | 15    | 1    |
| 2017/2018 | Ferencvárosi TC | NB I       | 24    | 1    |
| 2018/2019 | Ferencvárosi TC | NB I       | 3     | 0    |
| 2019/2020 | Ferencvárosi TC | NB I       | 12    | 0    |
| 2020/2021 | Vasas FC        | NB II      | 13    | 4    |
| 2021/2022 | Vasas FC        | NB II      | 25    | 4    |